# Совхозный (Удмуртия)
Совхо́зный — село в Завьяловском районе Удмуртской Республики России. В рамках организации местного самоуправления входит (с 2021 года) в муниципальный округ Завьяловский район.

## География
Расположено в 19 километрах к югу от центра города Ижевск и в 20 километрах к юго-западу от села Завьялово. У восточной окраины села проходят автодорога М7 (E 22) и железная дорога Ижевск — Агрыз.  По северной окраине села протекает река Лудзя-Шур, правый приток реки Иж.

### Уличная сеть
Улицы:
- 40 лет Победы
- 50 лет Победы
- Восточная
- Западная
- Мастерская
- Механизаторов
- Молодёжная
- Новостроительная
- Первомайская
- Трактовая
- Юбилейная

## История
Указом президиума Верховного совета УАССР от 28 сентября 1960 года вновь возникшему населённому пункту на центральной ферме совхоза «Правда» присваивается название посёлок Совхозный, он причисляется к Юськинскому сельсовету и становится его центром.
В 1994 году сельсовет преобразуется в Юськинскую сельскую администрацию, а в 2005 году — в Муниципальное образование «Совхозное» (сельское поселение). До 2021 года административный центр Совхозного сельского поселения, упраздненное в связи с преобразованием муниципального района в муниципальный округ.
В 2004 году   Постановлением Государственного Совета Удмуртской Республики от 26.10.2004 г № 309-III посёлок Совхозный преобразовывается в село

## Население
| 2010 | 2012  |
| ---- | ----- |
| 1104 | ↗1136 |

## Инфраструктура
Основа экономики — сельское хозяйство .
Главным предприятием села является Общество с ограниченной ответственностью (ООО) «Совхоз-Правда», преобразованное из Товарищества с ограниченной ответственностью (ТОО) «Правда», а его предшественник: совхоз «Правда» созданный в 1960 году.
Также в селе работают:
- МОУ «Совхозная средняя общеобразовательная школа»
- детский сад
- МУЧ «Культурный комплекс „Совхозный“» (созданный на базе библиотеки)
- клуб

## Транспорт
Имеется остановочный пункт Совхозный рядом с селом. Через Совхозный в Ижевск ходят электропоезда из Вятских Полян, Кизнера, Казани, Набережных Челнов, Сайгатки и Янаула.